# Мас, Чарке
Чарке Хендрика Мария Мас (нидерл. Tjaarke Hendrika Maria Maas) — нидерландская художница. Её работы впервые увидели свет в начале 90-х годов, c выставками в Италии, во Флорентийской академии рисунка США и позже в 2009 году, в России, в Государственном музее им. М. А. Булгакова в Москве в Музее Анны Ахматовой в Фонтанном Доме, в Санкт-Петербурге, и сразу привлекли внимание публики и критики.
«Картины Чарке Мас отличаются высоким художественным мастерством… продолжая традицию великих Фламандцев, они исполнены в новой форме и современным языком.»
пишет профессор, Президент Флорентийской Академии Искусства, Франческо Адорно.

## Жизнь и искусство
Художественный талант проявился у Чарке с раннего возраста, ещё в Тасмании, Австралии, куда её семья иммигрировала из Нидерландов. В 17 лет она вернулась в Европу и поступила, сначала на курсы Королевской Художественной Академии «Вилем де Конинг», продолжая затем, своё образование в Нью Йорке, где сделала первые шаги в иконописи, учась у Мастера иконописца, Владислава Андреева. Иконопись, Русская литература и религиозная философия, оказали на Чарке и её работы глубокое воздействие. Она приняла Православие, обретая новое имя — Мария.
В 19 лет Чарке вышла замуж, и чтобы помочь своей новой семье, около четырёх лет проработала моделью, путешествуя по всей Европе. Она посетила также Японию, искусство которой оказало влияние на многие её работы.
В 1996 году Чарке приняли во Флорентийскую Академию Художеств, где по-настоящему раскрылся её яркий талант. В 2003 году она окончила Академию с Дипломом Cum Laude.
Продолжая интенсивную работу, она совмещала живопись с писанием стихов, прозы, и сказок для детей и взрослых. Чарке оставила более 500 работ, включая живопись, литографии, рисунки.

## Последние годы
В возрасте 26 лет Чарке была госпитализирована. За короткое время, проведенное в больнице, был установлен диагноз — биполярное расстройство. Болезнь настигла её внезапно, в момент начала работы над дипломом, и с ней пришлось справляться до конца жизни, которая трагически оборвалась, через четыре года. Заканчивая икону Преображения, заказанную Католическим священником Дон Джино, Чарке уединилась в Эремо делле Карчери, недалеко от монастыря Св. Франциска Ассизского. Её нашли на склонах горы Субазио, 8 июля 2004 года. Причиной смерти установлено было падение.

художники не умирают — они только переходят из одной мастерской в другую- пишет о Чарке, художник Лев Межберг — … её дар был от Бога, она не гналась за известностью, её трепетные работы дышали жизнью, её прикосновение к холсту, деревяшке, было настоящим духовным актом. Она была настоящим, прирождённым живописцем, тончайшим рисовальщиком, она стремилась к гармонии, никакого эпатажа, никакой пошлости. Её работы жили, трепетали. У неё была настоящая порода в живописи, эти замесы без назойливых мазков, были самой природой, правдой, истиной, но не самой натуральной природы, а параллельной, настоящей, никакого натурализма, это было глубокое сочетание божественного дара с интеллектом, что является сущностью искусства— Чарке Маас. «Пилигрим» 1996—2004. — СПБ: ИПЦ СПбГУТД, 2009. — С. 69-70